# 南海6200系電車
南海6200系電車（なんかい6200けいでんしゃ）は、1974年（昭和49年）に登場した南海電気鉄道の一般車両（通勤形電車）の一系列である。
本項では、当形式をベースに電機子チョッパ制御の試作車として登場し、後に本系列へ編入された8000系電車（初代）についても記載する。なお、本系列の一派である6200系電車50番台については、南海8200系電車の項で記述する。
以下では、難波方先頭車の車両番号+F（Formation=編成の略）を編成名として表記する。

## 概要
高野線の難波駅 - 三日市町駅間に投入された、20 m級4扉オールステンレス車体の一般車両である。現在は運用範囲が拡大され、難波駅 - 橋本駅間で運転されている。
高野線では「大運転」と称する平坦区間と山岳区間の通し運転に対応した、15 m級2扉車体の561形・1251形、17 m級2扉車体の21001系・21201系が使用されていたが、1960年代から平坦区間（難波駅 - 三日市町駅間）の沿線開発が進んだことで通勤客が増加し、これらの大運転向け車両では輸送力が不足していた。このため平坦区間には1962年（昭和37年）以降、南海本線と同様の山岳区間向け装備を省いた20 m級4扉車体の通勤形電車として6000系・6100系を投入してきた。
15 m級旧型車両は1973年（昭和48年）の昇圧を機に高野線から全車引退したが、1971年（昭和46年）には大阪府都市開発の泉北高速鉄道線が開業して利用客が急増していたこともあり、通勤客の大量輸送に適した20 m級車両のさらなる増備が必要となっていた。こうした背景の下、昇圧効果を活かして長編成に最適な機器構成への見直しを図るとともに、車体構造にも変更を加えて製作コストを低減、経済性を向上させたのが本形式である。
本形式をベースにした車両に大阪府都市開発3000系がある。

## 車両概説
車体は6000系以来のオールステンレス構造で、軽量化が図られている。6000系・6100系は1521系に範を取った丸みのある前面形状だったが、本系列では新たに三面切妻構造を採用して直線的なデザインとした。前面貫通扉上部に方向幕を設置し、前照灯が運転台・車掌台の下部に移動したため、以前の車両からは顔つきが大きく変化したものとなった。また、外板のコルゲーションの断面形状を従来の凸形から薄く幅広なＭ形に変更することで、車体側面においても6000系・6100系より近代感を持たせている。
中間車の全長は6000系・6100系と同じであるが、先頭車は中間車より100 mm長くすることで乗務員室を拡大している。また将来の速度向上に備えるため、床面高さを従来より30 mm低くして低重心化を図っている。客室は6100系と同様の座席配置だが、車体構造の変更により平天井化されている。化粧板は従来の木目調が廃され、方向性のないランダム模様が採用された。
制御方式は抵抗制御を踏襲するが、従来の超多段式バーニア制御から一般的な多段制御（日立製作所製 MMC-HTB-20N形）に変更されている。6000系・6100系が制御装置1基で4台の主電動機を制御する1C4M方式（昇圧後は永久直列）であったのに対し、本形式では同8台を制御する1C8M方式（直並列制御）が採用され、昇圧効果を活かした機器の集約化が図られている。このため編成は従来のMc - TまたはMc - Tcの2両ユニット構成を見直し、奇数番号（M1）- 偶数番号（M2）で1組となる電動車ユニットを1組または2組、制御車で挟み込むという最低4両単位での構成となった。主抵抗器は将来の三日市町駅以南の連続勾配区間への乗り入れを考慮して、抑速ブレーキの連続使用に対応した大容量のものを採用し、これを他の機器類と干渉しない範囲で電動車ユニット東側全長をほぼ使い切るように搭載する。
電動発電機（MG）・空気圧縮機の補器類についても電動車ユニットごとに1機搭載へと集約し、容量も4両分に倍増させた改良品を使用する。
台車は、パイオニア台車を装備した6000系・6100系と異なり、S形ミンデン台車の住友金属工業製 FS-392形（付随台車は FS-092形）を採用して乗り心地の改善を図っている。
冷房装置も、6100系の分散式8基搭載を見直し、集約分散式の三菱電機製 CU-191形（冷房能力10,500 kcal/h）を各車4基搭載する。
本形式は4両編成で2M2T、6両編成で4M2T編成となり、そのままでは両者の加速特性に差が生じる。このため6両編成の限流値を低く設定して、両者の加速特性を統一している。

無塗装時代の6200系

## 8000系 (初代)
第1次オイルショック後の省エネルギー意識の高まりを受けて、1975年（昭和50年）に難波駅 - 三日市町駅間向けに1編成のみ製作された電機子チョッパ制御の試作車である。
チョッパ装置にはサイリスタ素子を使用した自動可変界磁（AVF）式の三菱電機製 CAFM-218-15RH形 を採用し、従前の主抵抗器による発電ブレーキを廃止するとともに、高速域からの回生ブレーキ（抑速ブレーキ時含む）を可能とした。主電動機は駆動装置の薄型化を受け、狭軌では当時最大級の出力155 kW直流直巻電動機を装備した。このため起動加速度を2.65 km/h/sとやや高めに設定している。ブレーキ装置は6200系の電磁直通ブレーキHSC-D形をベースに、回生ブレーキ併用時の電空演算機構を追加したHSC-R形である。
車体やその他の機器類については、6200系をそのまま踏襲している。このため一見しただけでは6200系と区別がつかないが、電気連結器が無いことや、ブレーキ緩解時の排気音が独特のものであることが識別点となっていた。
本形式の営業運転では回生率が30 - 32 %と高い省エネルギー効果を示したが、新製コストが高いこと、保安上の理由から運用範囲の拡大に対応できないこと（後述）、誘導障害の程度が大きいことから量産には至らなかった。量産型の回生ブレーキ車は界磁チョッパ制御を採用し、回生失効時の発電ブレーキ切替機能により保安度を充実させた新形式8200系となった。

## 車種構成と変遷
登場時、両系列はそれぞれ以下の2形式4種で構成されていた。
- クハ6501形（奇数）・クハ8501形（奇数） - 制御車（Tc1）
- クハ6501形（偶数）・クハ8501形（偶数） - 制御車（Tc2）
- モハ6201形（奇数）・モハ8001形（奇数）- 中間電動車（M1）
- モハ6201形（偶数）・モハ8001形（偶数）- 中間電動車（M2）

モハ6201形・モハ8001形はそれぞれの奇数車と偶数車をペアとする電動車ユニット方式である。奇数車に制御装置と2基の集電装置（パンタグラフ）、偶数車に電動発電機と空気圧縮機を搭載し、主要機器をユニット組成により初めて充足する。

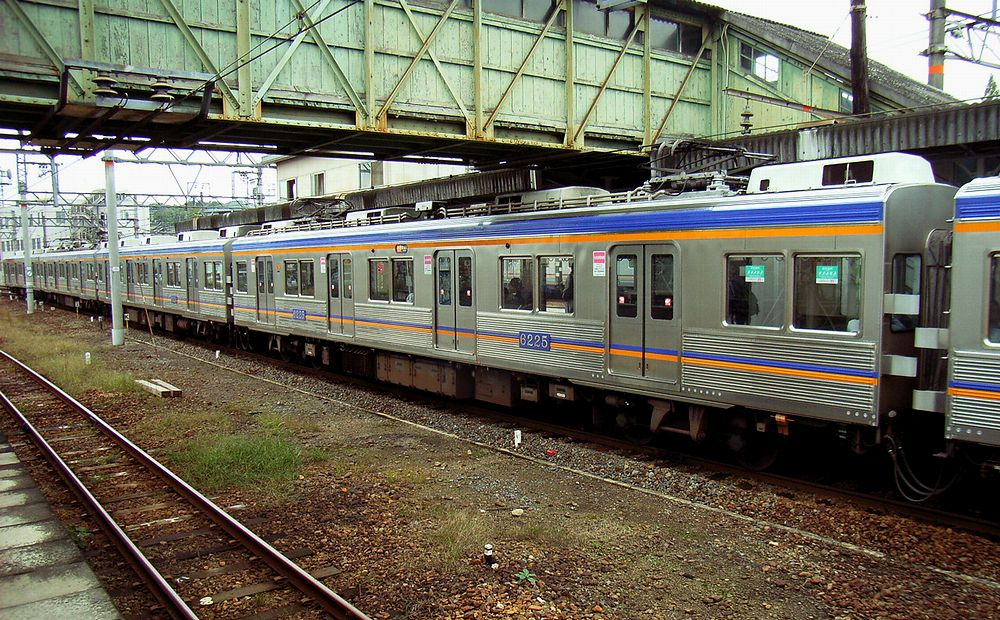
モハ6201形奇数車

### 製造と変遷
- 括弧内は竣工日[12]

6501 - 6201 - 6202 - 6203 - 6204 - 6502 （1974/11/22）
6503 - 6205 - 6206 - 6207 - 6208 - 6504 （1974/11/25）
8501 - 8001 - 8002 - 8502 （1975/06/24）
6505 - 6209 - 6210 - 6506 （1977/06/27）
6507 - 6211 - 6212 - 6508 （1977/06/27）
8003 - 8004 （1977/06/27）
6509 - 6213 - 6214 - 6510 （1977/07/11）
6511 - 6215 - 6216 - 6512 （1977/07/11）
6513 - 6217 - 6218 - 6514 （1980/03/21）
6515・6516 （1980/03/21）
6219 - 6220 - 6221 - 6222 （1981/08/25）
6517 - 6223 - 6224 - 6225 - 6226 - 6518 （1981/08/25）
6519 - 6227 - 6228 - 6229 - 6230 - 6520 （1981/08/25）
6231 - 6232 （1985/08/08）
1974年（昭和49年）に落成した編成は従来通り自動密着式連結器を装備して登場したが、8000系が竣工した1975年（昭和50年）から密着式に変更、1980年（昭和55年）投入分からは電気連結器も装備され長編成化と増解結の柔軟化に備えた。先に登場した編成も後に仕様統一されているが、8000系は運用上不要なため電気連結器を省略したままとされた。
8000系は当初4両編成で指定の運用に充当されていたが、1977年（昭和52年）に中間車2両（8003 - 8004）が増備されて6両編成となった。これにより1984年（昭和59年）までは6000系列の6両編成と共通運用されるようになった。
- 8501 - 8001 - 8002 - 8003 - 8004 - 8502

1980年（昭和55年）3月に6515・6516が製造された際には、6503Fから電動車ユニット1組（6207 - 6208）が移され、先頭車のみ完成した6515Fの中間車として以下のように使用された。
- 6503 - 6205 - 6206 - 6504
- 6515 - 6207 - 6208 - 6516

しかし翌1981年（昭和56年）8月、6515Fに組む予定の中間車4両（6219 - 6220 - 6221 - 6222）が完成すると、6503Fは以下に示す通り6両編成に復帰した。これにより、同時に竣工した6517F・6519Fと合わせて6200系6両編成は5本体制となり、同年11月から開始される泉北高速線直通の10両運転に備えた。
- 6503 - 6205 - 6206 - 6207 - 6208 - 6504
- 6515 - 6219 - 6220 - 6221 - 6222 - 6516

4年間の中断の後、1985年（昭和60年）には電動車ユニット1組（6231 - 6232）が増備され、これが4両編成であった6513Fの中間に挿入されて、以下の通りとなった。この2両は当時増備されていた8200系に合わせて内装細部の仕様が変更されている。この時点で52両となり、製造は終了した。
- 6513 - 6217 - 6218 - 6231 - 6232 - 6514

1985年（昭和60年）からは6000系の更新工事が開始され、パイオニア台車がS形ミンデン台車へ置き換えられたのに伴い、6200系と6000系の併結運転が開始された。これに合わせて6200系では制御回路の改造（2ノッチ起動時の進段を並列段に変更）が行われ、制御装置の形式が MMC-HTB-20N4形 となった。
このほか増備過程での主要な仕様変更点として、両系列とも1977年（昭和52年）投入分から荷棚がパイプ式に、同じく1977年（昭和52年）から電動発電機がブラシレス形（BLMG）に変更されている。
2001年（平成13年）、8000系は6200系に編入され、同系6521Fとなった（詳細後述）。
2009年（平成21年）8月には後述の更新工事（VVVF化）への長期入場に対応した運用調整のため、6507Fのうち6211 - 6212が6505Fに組み込まれ、以下の組成となった。なおこれは暫定的な措置であったため、同年11月には6505Fが元の4両編成に復帰、6211 - 6212は6507・6508の後を追って更新入場した。
- 6505 - 6209 - 6210 - 6211 - 6212 - 6506

### 8000系（初代）の編入

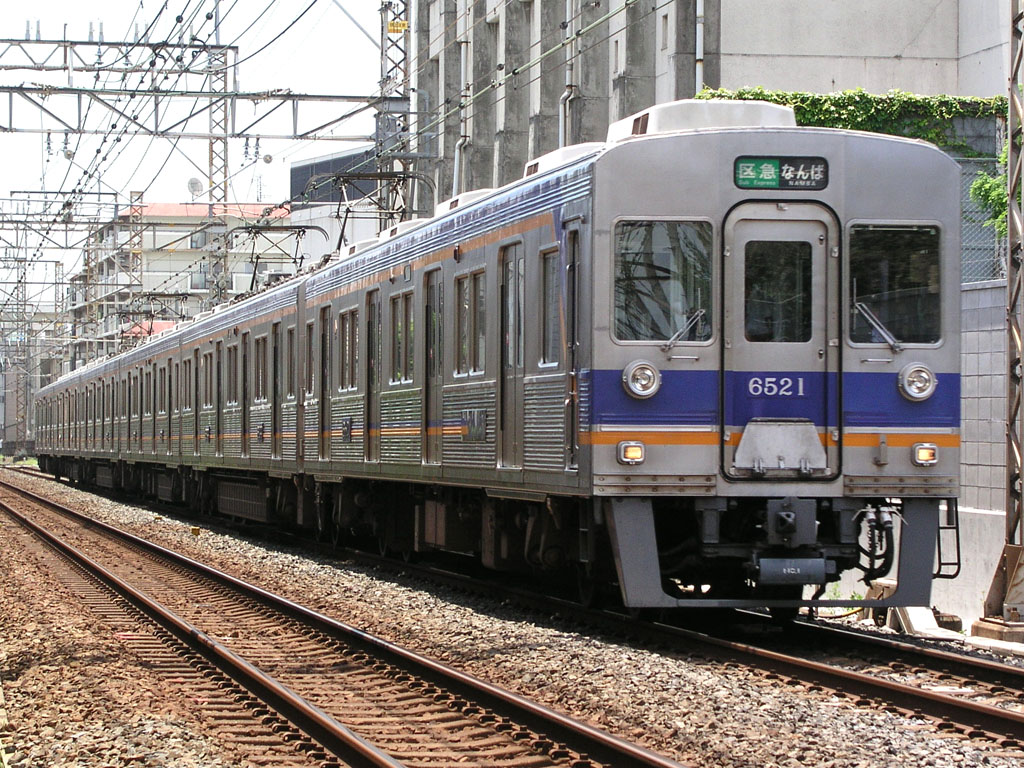
8000系から編入された6521F

8000系は1990年（平成2年）にチョッパ制御装置の老朽化対策としてゲート制御部の更新が行われていたが、その後制御装置の経年劣化による故障が頻発するようになり、長期にわたって使用不能となった。保守部品の確保が困難になりつつあり、また試作車としての使命は既に全うしていたことから、2001年（平成13年）に7100系1次車の廃車発生品を流用して抵抗制御（超多段式バーニア制御）に改造された。これに伴い以下の通り改番されて6200系に編入、8000系は一旦形式消滅となった。
旧　8501 - 8001 - 8002 - 8003 - 8004 - 8502
新　6521 - 6233 - 6234 - 6235 - 6236 - 6522
この編入改造に併せて車体更新工事が施工された。車内の化粧板や床材、戸閉機が交換され、車椅子スペースも整備された。また先頭車にはスカートが設置された。
編入改造により従来の6両単独での運転に加え、6000系や6300系2両と併結して8両編成での運転が可能となった。なお改造後も、ブレーキ緩解時の排気音や荷棚の違いにより改造前の名残を垣間見ることができる。

### 8200系の編入

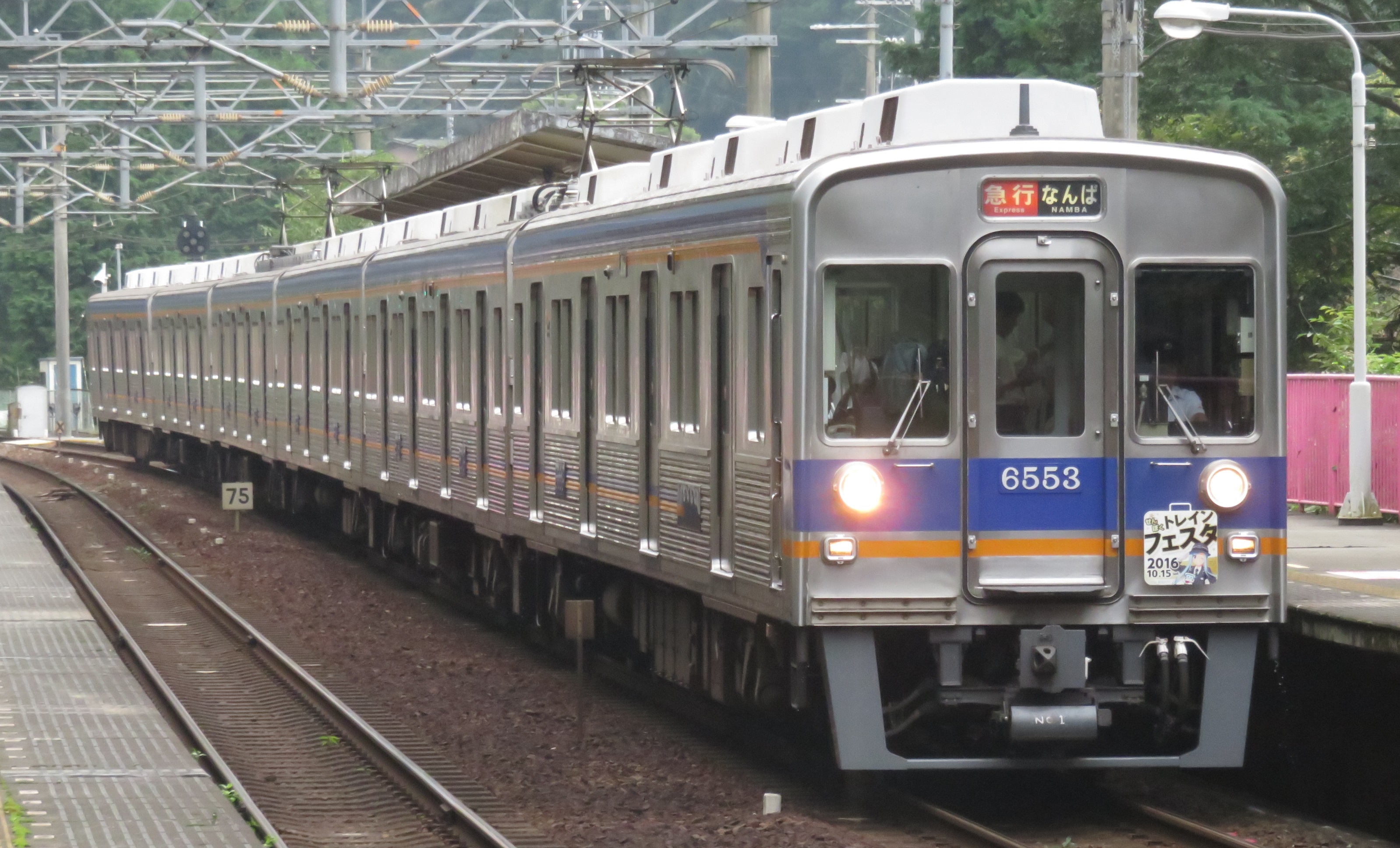
6200系50番台（6553F）

2013年（平成25年）より8200系がVVVFインバータ制御に更新され、6200系の一派として編入された。

## VVVFインバータ制御への更新

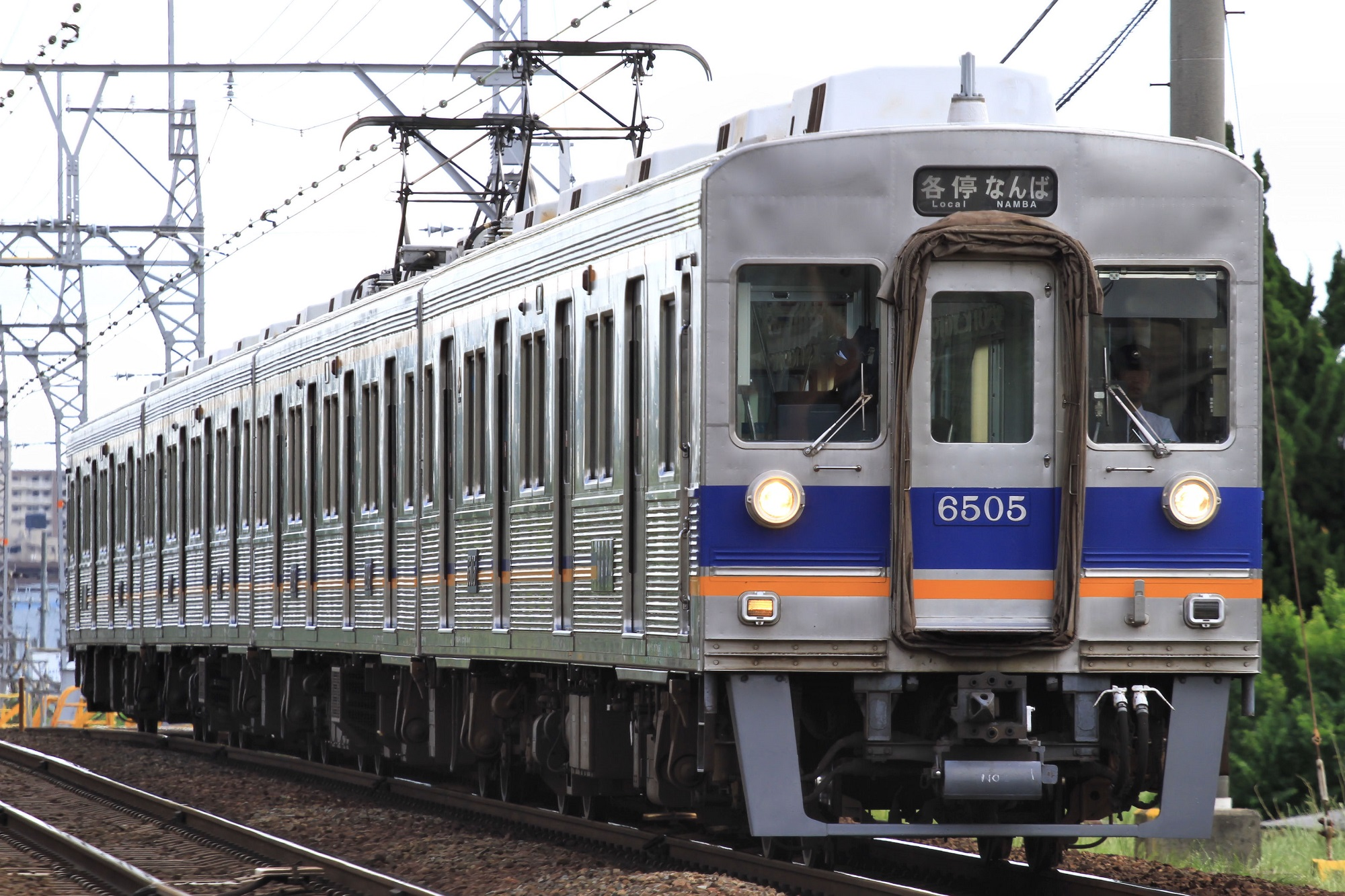
更新後の4両編成
（浅香山駅 - 我孫子前駅間）

本形式の4両編成は主要機器（制御装置・補機類）を1基ずつしか備えていないため、故障時の冗長性を確保する目的で6000系や6300系、本形式同士を併結して6両編成や8両編成で使用されていた。しかし輸送人員減少に伴い4両編成の運用が増加して以降、単独で運用できない本形式の4両編成は日中の運用が限定され、運用効率の悪い車両となっていた。
こうした背景から、2009年（平成21年）より制御方式を8000系（2代）と同様のIGBT素子VVVFインバータ制御（1C4M方式）に変更する更新工事が開始された。これにより主要機器が全面的に更新されるとともに、編成内で全て二重系とされた。コストダウンと保守の統一化のため、制御装置と静止形インバータ（SIV）は8000系（2代）と同型のものを採用したほか、空気圧縮機も既存設計品を使用して交流駆動化した。また、先頭車にはスカートを、先頭台車には増粘着剤噴射装置を設置した。
客室についてもバリアフリーを考慮し、LED式車内案内表示器・ドアチャイム・開扉誘導鈴・扉開閉警告表示灯・扉開閉予告放送が搭載され、各車両には車椅子スペースも整備された。また座席端の仕切りパイプの形状と化粧板を変更するとともに、戸閉機が交換され戸閉減圧機構を南海で初めて実装した。
なお本工事により、各車の形式名が以下の通り変更されている。
- クハ6501形（奇数）→ クハ6511形
- モハ6201形（奇数）→ モハ6215形
- モハ6201形（偶数）→ モハ6216形
- クハ6501形（偶数）→ クハ6512形

本工事ではブレーキ方式が電磁直通ブレーキのまま変更されていないため、抵抗制御車（本形式の未更新車や6000系、6300系）との併結が引き続き可能である。なお本工事により、他車との併結時には自動的に相手車両を識別するとともに、抵抗制御車との併結の場合は加減速性能の不統一を避けるため、自車の運転特性を併結相手に合わせる機能が搭載された。
6511Fは、2009年（平成21年）9月中旬に試運転が始まり、同年11月に6000系2両と併結した6両編成で営業運転を開始した。この後も年に1本のペースで工事が進められ、2010年（平成22年）6月に6507F、2011年（平成23年）7月に6505F、2012年（平成24年）6月に6509Fがそれぞれ更新工事を終えている。
全編成の更新完了後、客室灯が順次LED照明に交換された。また6509Fのうち難波方2両については、2017年（平成29年）4月より電気式戸閉機の長期試験に供されている。

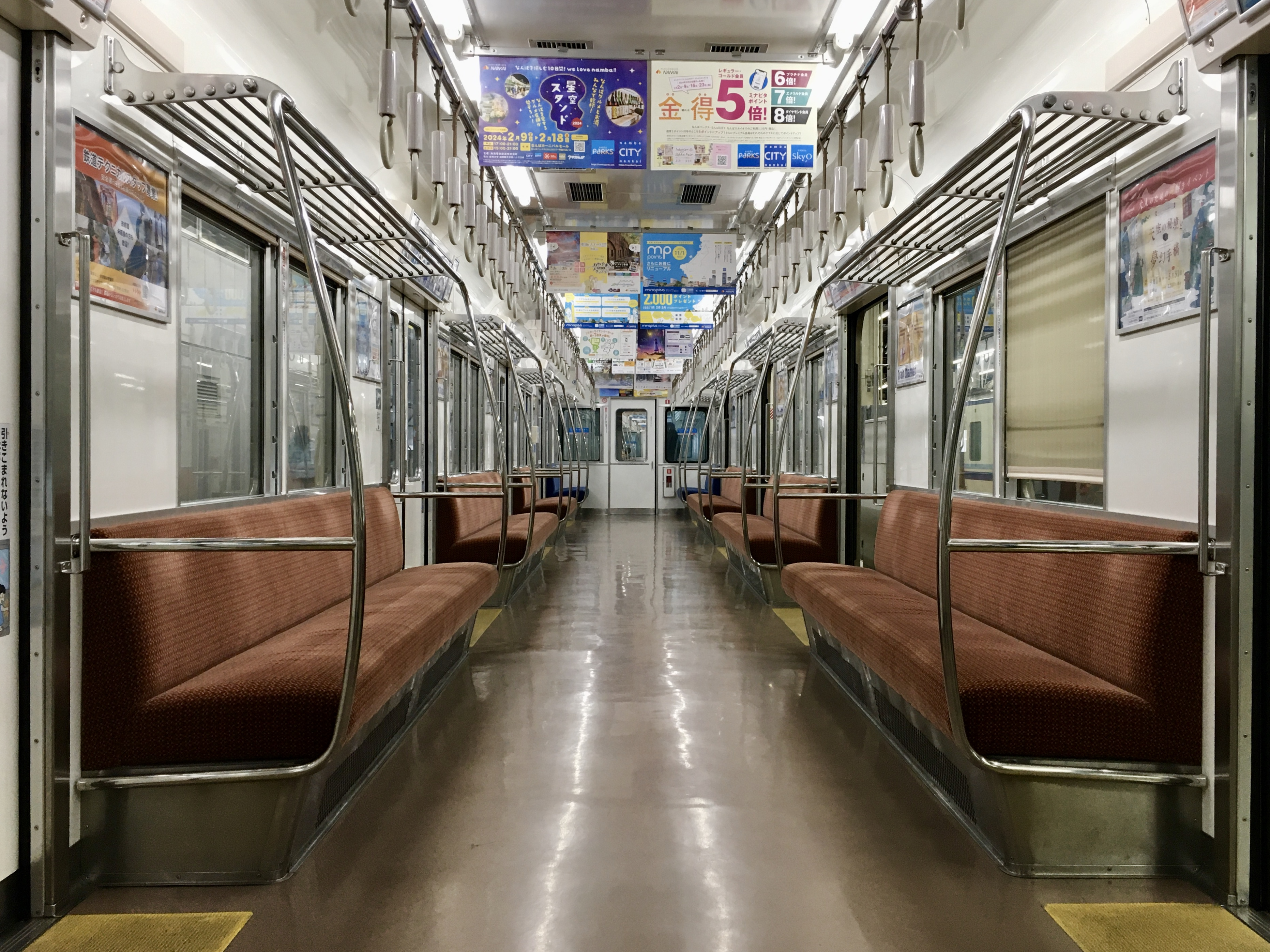
更新車の車内

## 運用
製造当初は高野線難波駅 - 三日市町駅間と泉北高速線で使用されていたが、1985年（昭和60年）6月16日のダイヤ改正で林間田園都市駅まで、1995（平成7年）年9月1日のダイヤ改正で橋本駅まで入線可能となったため、現在では難波駅 - 橋本駅間と泉北線で使用される。
かつては平日朝の泉北高速線と直通する区間急行・準急行の10両編成の列車にも使用されていたが、2005年（平成17年）10月16日のダイヤ改正で南海車を使用した10両運転が廃止されたため、以後は8両編成以下での運転となった。他方このダイヤ改正では、2000系による橋本駅以北の運用の一部を代替したため、運用数が増加した。
同ダイヤ改正では日中の乗客減を受け、昼間時の各駅停車の一部に4両編成の列車が十数年ぶりに復活したが、本形式の4両編成は故障時の冗長性を担保できないことから、当初は充当されることがなかった。しかし更新工事を受けたことにより問題を克服したため、2009年（平成21年）から4両編成の列車にも使用されるようになった。
現在は4両、6両、8両の各列車に充当され、各駅停車から快速急行まで各種別の列車に幅広く運用されている。

### 8000系（初代）

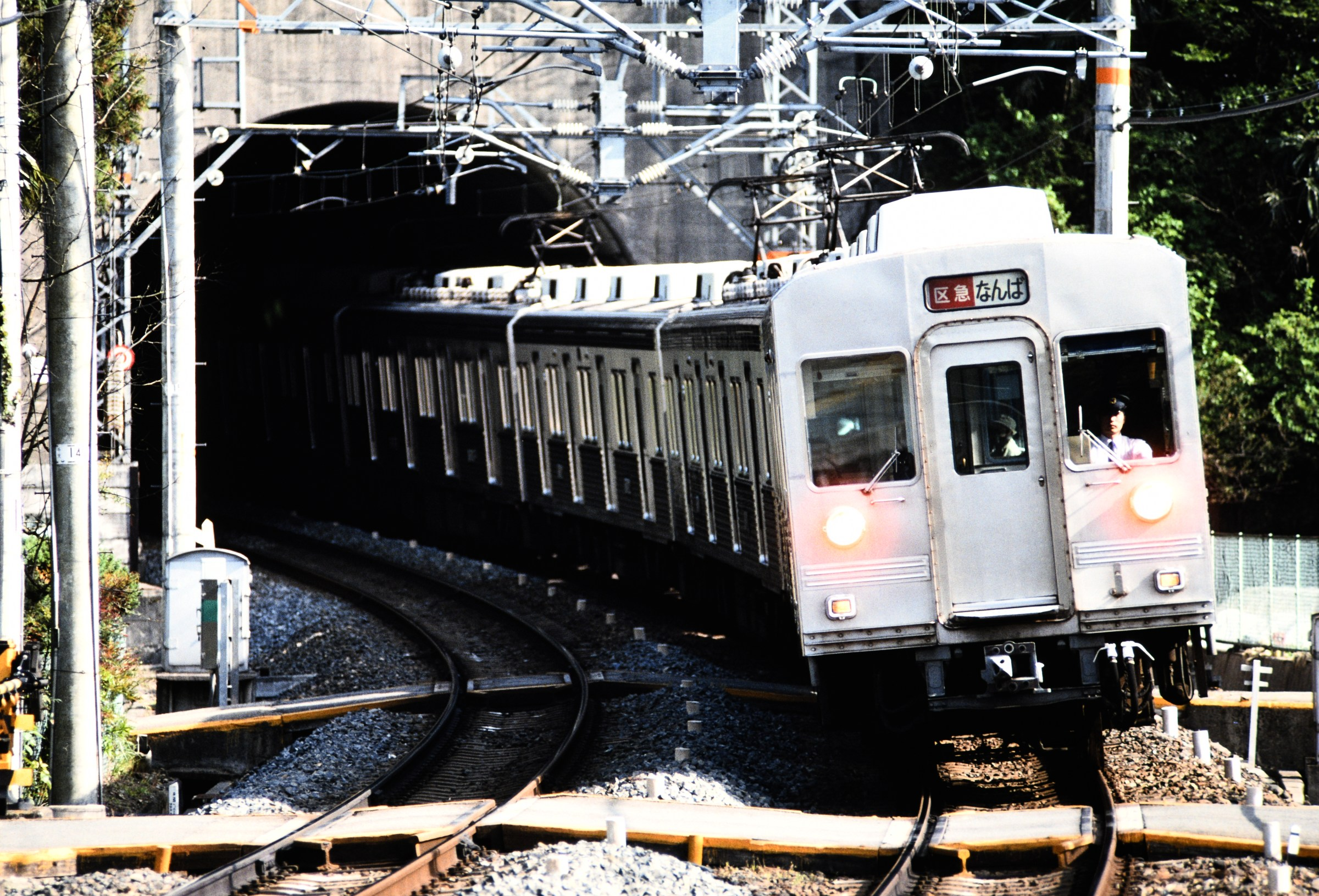
三日市町駅以南へ入線可能となった後に6521Fを名乗る初代8000系
（1992年5月3日 天見駅）

前述の通り、制御方式の相違のため他系列と併結できず、常に単独で使用された。
高野線の三日市町駅 - 橋本駅間では20 m車を入線可能とする複線化工事が進められていたが、同区間には連続勾配があるため電気ブレーキを多用する反面、列車密度が低いことから回生ブレーキを使用すると回生失効を起こす確率が高かった。本形式は巨大な電機子チョッパ制御器を搭載するために床下スペースに余裕がなく、回生失効時の発電ブレーキ用の抵抗器を積めなかったため、1984年（昭和59年）に他の20 m車が林間田園都市駅まで運行するようになった後も、三日市町駅以南には入線しなかった。しかし、1990年（平成2年）に登場したVVVFインバータ制御の2000系への対応として、変電所に回生電力吸収装置が設置され回生失効対策が施されたため、その後は三日市町駅以南へも入線できるようになった。
2001年（平成13年）の6200系編入後は、前述の通り他系列との併結制限が解除されたため、他の6200系や6300系などと共通運用されている。

## 編成表
| ← 難波橋本・和泉中央 → | ← 難波橋本・和泉中央 → | ← 難波橋本・和泉中央 → | ← 難波橋本・和泉中央 → | ← 難波橋本・和泉中央 → | ← 難波橋本・和泉中央 → | ← 難波橋本・和泉中央 → | ← 難波橋本・和泉中央 → | ← 難波橋本・和泉中央 → | ← 難波橋本・和泉中央 → |
| ---------------------- | ---------------------- | ---------------------- | ---------------------- | ---------------------- | ---------------------- | ---------------------- | ---------------------- | ---------------------- | ---------------------- |
| 形式                   | クハ 6501 （Tc1）      | ◇ モハ 6201 （M1）     | モハ 6201 （M2）       | ◇ モハ 6201 （M1）     | モハ 6201 （M2）       | クハ 6501 （Tc2）      | 竣工                   | 編入                   | 備考                   |
| 搭載機器               |                        | CONT1                  | MG CP                  | CONT1                  | MG CP                  |                        | 竣工                   | 編入                   | 備考                   |
| 車両番号 （旧車号）    | 6501                   | 6201                   | 6202                   | 6203                   | 6204                   | 6502                   | 1974/11/22             | -                      |                        |
| 車両番号 （旧車号）    | 6503                   | 6205                   | 6206                   | 6207                   | 6208                   | 6504                   | 1974/11/25             | -                      |                        |
| 車両番号 （旧車号）    | 6513                   | 6217                   | 6218                   | 6231                   | 6232                   | 6514                   | 1980/03/21             | -                      |                        |
| 車両番号 （旧車号）    | 6515                   | 6219                   | 6220                   | 6221                   | 6222                   | 6516                   | 1980/03/21             | -                      |                        |
| 車両番号 （旧車号）    | 6517                   | 6223                   | 6224                   | 6225                   | 6226                   | 6518                   | 1981/08/25             | -                      |                        |
| 車両番号 （旧車号）    | 6519                   | 6227                   | 6228                   | 6229                   | 6230                   | 6520                   | 1981/08/25             | -                      |                        |
| 車両番号 （旧車号）    | 6521 （8501）          | 6233 （8001）          | 6234 （8002）          | 6235 （8003）          | 6236 （8004）          | 6522 （8502）          | 1975/06/24             | 2001/03/14             | 元8000系 （初代）      |

| ← 難波橋本・和泉中央 → | ← 難波橋本・和泉中央 → | ← 難波橋本・和泉中央 → | ← 難波橋本・和泉中央 → | ← 難波橋本・和泉中央 → | ← 難波橋本・和泉中央 → | ← 難波橋本・和泉中央 → |
| ---------------------- | ---------------------- | ---------------------- | ---------------------- | ---------------------- | ---------------------- | ---------------------- |
| 形式                   | クハ 6511 （Tc1）      | ◇ モハ 6215 （M1）     | モハ 6216 （M2）       | クハ 6512 （Tc2）      | 竣工                   | 更新                   |
| 搭載機器               | CP                     | CONT2 SIV              | CONT2 CP               | SIV                    | 竣工                   | 更新                   |
| 車両番号               | 6505                   | 6209                   | 6210                   | 6506                   | 1977/06/27             | 2011/03/14             |
| 車両番号               | 6507                   | 6211                   | 6212                   | 6508                   | 1977/06/27             | 2010/06/03             |
| 車両番号               | 6509                   | 6213                   | 6214                   | 6510                   | 1977/07/11             | 2012/06/29             |
| 車両番号               | 6511                   | 6215                   | 6216                   | 6512                   | 1977/07/11             | 2009/10/30             |

凡例
- CONT1：制御装置（抵抗制御）
- CONT2：制御装置（VVVFインバータ制御）
- MG：電動発電機
- SIV：静止形インバータ
- CP：空気圧縮機
- ■：弱冷車
- ■：女性専用車両ステッカー